# Carlo Donida
Carlo Donida Labati (* 30. Oktober 1920 in Mailand; † 22. April 1998 in Porto Valtravaglia) war ein italienischer Songwriter und Pianist.

## Werdegang
Donida besuchte das Konservatorium in Mailand und machte einen Abschluss im Fach Klavier. Als er beim Musikverlag Ricordi eine Stelle als Arrangeur für die neu gegründete Popmusik-Abteilung erhielt, begann er seine Karriere als Songwriter. Zusammen mit Gian Carlo Testoni debütierte er beim Sanremo-Festival 1951 mit zwei vom Duo Fasano interpretierten Liedern. Danach arbeitete er mit Calibi und Pinchi zusammen; am wichtigsten kann Donidas Zusammenarbeit mit Mogol eingeschätzt werden, mit dem zusammen er für etwa 126 Lieder verantwortlich zeichnete. 1961 gewann das Lied Al di là von Donida-Mogol in der Interpretation von Betty Curtis und Luciano Tajoli das Sanremo-Festival. Die Lieder Uno dei tanti und Gli occhi miei waren in den englischen Versionen I (Who Have Nothing) bzw. Help Yourself auch internationale Erfolge. Donida war bis 1971 in zwölf Ausgaben des Sanremo-Festivals als Songwriter vertreten. Abseits von Sanremo sangen auch Luigi Tenco oder Lucio Battisti von Donida komponierte Lieder.

## Liste der Lieder
| Jahr | Titel                               | Textdichter                       | Komponisten                    | Interpreten                                              |
| ---- | ----------------------------------- | --------------------------------- | ------------------------------ | -------------------------------------------------------- |
| 1951 | Sotto il mandorlo                   | Gian Carlo Testoni, Mario Panzeri | Carlo Donida                   | Duo Fasano                                               |
| 1952 | Cantate e sorridete                 | Gian Carlo Testoni                | Carlo Donida, Fabio Borgazzi   | Oscar Carboni                                            |
| 1953 | Vecchio scarpone                    | Calibi                            | Carlo Donida                   | Gino Latilla, Doppio Quintetto Vocale, Giorgio Consolini |
| 1954 | Canzone da due soldi                | Pinchi                            | Carlo Donida                   | Katyna Ranieri, Achille Togliani                         |
| 1958 | L’autunno non è triste              | Umberto Bertini, Nisa             | Carlo Donida                   | Peppino di Capri                                         |
| 1959 | Be-be bella signorina               | Nisa                              | Carlo Donida                   | Brunetta                                                 |
| 1960 | Sempre la stessa storia             | Giorgio Calabrese                 | Carlo Donida                   | Luigi Tenco                                              |
| 1960 | Goodbye Maria                       | Nisa                              | Carlo Donida                   | Fausto Cigliano                                          |
| 1960 | Briciole di baci                    | Mogol                             | Carlo Donida                   | Lia Scutari                                              |
| 1961 | Al di là                            | Mogol                             | Carlo Donida                   | Luciano Tajoli, Betty Curtis                             |
| 1961 | Testa rossa                         | Mogol                             | Carlo Donida                   | Emy Orlando, Monna Lisa                                  |
| 1962 | Tobia                               | Mogol, Alberto Testa              | Carlo Donida                   | Cocky Mazzetti, Joe Sentieri                             |
| 1963 | Ricorda                             | Mogol                             | Carlo Donida                   | Milva, Luciano Tajoli                                    |
| 1963 | Ecatombe                            | Giorgio Calabrese, Franco Franchi | Carlo Donida                   | Riz Samaritano                                           |
| 1965 | Abbracciami forte                   | Mogol                             | Carlo Donida                   | Ornella Vanoni, Udo Jürgens                              |
| 1965 | Le colline sono in fiore            | Mogol, Calibi                     | Carlo Donida, Renato Angiolini | Wilma Goich, New Christy Minstrels                       |
| 1966 | In un fiore                         | Mogol                             | Carlo Donida                   | Wilma Goich, Les Surfs                                   |
| 1966 | Gold Snake                          | Silvana Simoni                    | Carlo Donida                   | Iva Zanicchi                                             |
| 1967 | Canta ragazzina                     | Prog                              | Carlo Donida, Iller Pattacini  | Bobby Solo, Connie Francis                               |
| 1967 | Per vedere quanto è grande il mondo | Mogol                             | Carlo Donida                   | Wilma Goich, The Bachelors                               |
| 1968 | Gli occhi miei                      | Mogol                             | Carlo Donida                   | Wilma Goich, Dino                                        |
| 1968 | Prigioniero del mondo               | Mogol                             | Carlo Donida                   | Lucio Battisti                                           |
| 1969 | La compagnia                        | Mogol                             | Carlo Donida                   | Marisa Sannia                                            |
| 1970 | La spada nel cuore                  | Mogol                             | Carlo Donida                   | Patty Pravo, Little Tony                                 |
| 1971 | La folle corsa                      | Mogol                             | Carlo Donida                   | Formula 3, Little Tony, Lucio Battisti                   |

## Belege
1. ↑  Carlo Donida, biografia. In: Albo d’Oro. Musica e dischi, abgerufen am 22. September 2016 (italienisch, kostenpflichtiger Abonnement-Zugang).

| Personendaten    | Personendaten            |
| ---------------- | ------------------------ |
| NAME             | Donida, Carlo            |
| ALTERNATIVNAMEN  | Donida Labati, Carlo     |
| KURZBESCHREIBUNG | italienischer Songwriter |
| GEBURTSDATUM     | 30. Oktober 1920         |
| GEBURTSORT       | Mailand                  |
| STERBEDATUM      | 22. April 1998           |
| STERBEORT        | Porto Valtravaglia       |